# روبرت تشارلز براون
روبرت تشارلز براون (بالإنجليزية: Robert Charles Browne) هو قاتل متسلسل أمريكي، ولد في 31 أكتوبر 1952 في كوشاتا في الولايات المتحدة.